# خراج (طب)
الخُرَاجُ أو الخُرَاجَةُ أو الدُّمَّلُ (بالإنجليزية: Abscess) هو تجويف قيحي داخل تجويف ناتج عن التهاب صديدي حاد بالأنسجة مع وجود تموت ونخر للخلايا النسيجية. تتضمن أعراض الخراج الاحمرار، و الألم، والحرارة، والتورم. عند الضغط على التورم يظهر لنا أن ذو محتوى سائل. أما الاحمرار فقد يمتد ليصيب كلا من الورم والدمل وأحيانا أخرى يمتد حتى جريب الشعرة.
تعد بكتيريا المكورات العنقودية الذهبية المقاومة للميثيسيلين من أكثر الأنواع المسببة للخراج، نادراً ما تكون الطفيليات مسببة للخراج وتكون أكثر حدوثًا في الدول النامية.يتم تشخيص خراجات الجلد عادة من خلال معاينة مظهره الخارجي، ويتم التأكد من نوع البكتيريا المسببة من خلال تفريغ القيح وزراعته ثم صبغة بصبغة جرام. كما قد تستخدم الموجات فوق الصوتية في التشخيص خصوصًا في الخراجات الداخيلة كما في خراجات الكبد وخراجات الرئة. يستخدم التصوير المقطعي المحوسب في حالات الخراج الشرجي للتأكد من مدى انتشاره وآثاره.يكون العلاج الفعال للخراج بتفريغ محتوياته كليًا من القيح. يعتقد أن استخدام المضادات الحيوية لا يكون فعالاً في معظم الأحيان. كما يرجح أن إغلاق التجويف مباشرة بعد التفريغ يسرع الشفاء بدلا من ربطه بالشاش وأن عملية التفريغ بواسطة إبرة دون الشق تعتبر عملية غير فعالة.

## نشأتها
تنشأ الخراجات في أنسجة وأعضاء كثيرة من الجسم أهمها الأنسجة تحت الجلد والغدد اللمفاوية والأنسجة الرخوة والدهنية حول الشرج، والثدي في السيدات الحوامل أو المرضعات وعند جذور الأسنان ويمكن أن تنشأ الخراجات كذلك في الأعضاء الداخلية مثل الكبد والرئة والمخ والكلية والزائدة الدودية.

## الأعراض
يمكن أن تحدث الخراجات في أي مكان في الجسم لكن في غالبًا ما تكون سطحية قد تكون بثور سطحية وتعرف باسم الدمامل أو خراجات جلدية عميقة) ، يمكن أيضًا أن تنشأ في الرئتين والدماغ والأسنان والكلى واللوزتين. قد تشمل المضاعفات الرئيسية انتشار المادة القيحية للخراج إلى الأنسجة المجاورة أو البعيدة.
تتمثل الأعراض والعلامات الرئيسية لخراج الجلد في الاحمرار والحرارة والتورم والألم وفقدان الوظيفة. قد يكون هناك أيضًا ارتفاع في درجة الحرار وقشعريرة.
يصعب تحديد الخراج الداخلي ، لكن العلامات قد تشمل الألم في المنطقة المصابة ، وارتفاع درجة الحرارة ، والشعور بالإعياء بشكل عام. نادراً ما تلتئم الخراجات الداخلية من تلقاء نفسها ، لذلك يُنصح برعاية طبية فورية في حالة الاشتباه في وجود مثل هذا الخراج. يمكن أن يكون الخراج قاتلًا حسب خصوصًا إذا نشأ في أعضاء حيوية.

## الأسباب
تنشأ الالتهابات الحادة المسببة للخراج من دخول بكتيريا صديدية إلى العضو أو النسيج المصاب، وتكون الخراجات سطحية متورمة حمراء ومؤلمة ويصحب وجودها ارتفاع في درجة الحرارة والنبض، وكذلك ارتفاع في عدد كريات الدم البيضاء وخراجات الأعضاء الداخلية تعطي أعراضا خاصة بكل عضو.
تحدث الخراجات بسبب عدوى بكتيرية أو طفيلية و إن كانت البكتيرية هي الأكثر شيوعًا خصوصا بكتيريا المكورات العنقودية الذهبية. من بين الخراجات الشوكية تحت الجافية تعتبر المكورات العنقودية الذهبية المقاومة للميثيسيلين هي أكثر البكتيريا شيوعًا. نادرًا ما تسبب الطفيليات الخراجات وتكون أكثر شيوعًا في الدول النامية.  تشمل الطفيليات التي يمكنها احداث خراجات داء التنينات.

### الخراج حول الشرج
يمكن رؤية الخراجات حول الشرج في الأشخاص المصابين ، على سبيل المثال ، بمرض التهابات الأمعاء كمرض كرون أو مرض السكري . غالبًا ما يبدأ الخراج كجرح داخلي في المستقيم ناتج عن تقرحات داخلية. تصاب هذه التقرحات بالبكتيريا المتواجدة في البراز ، ثم تتطور إلى خراج. غالبًا ما يظهر على شكل كتلة من الأنسجة بالقرب من فتحة الشرج والتي تنمو بشكل أكبر وأكثر إيلامًا بمرور الوقت. مثل الخراجات الأخرى ، قد تتطلب الخراجات حول الشرج علاجًا طبيًا سريعًا ، مثل شق وتنضير أو وخز .

### الخراج الجراحي
الخراج الجراحي هو الخراج الذي يتطور كمضاعفة ثانوية بعد العملية الجراحية . يظهر على شكل احمرار على هوامش الجرح مع تصريف صديدي منه.

## الفيزيولوجيا المرضية
الخراج هو رد فعل مناعي للأنسجة لمنع انتشار مسبب العدوى إلى أجزاء أخرى من الجسم. تقتل البكتيريا أو المواد الغريبة الخلايا النسيج المحلية ، يؤدي ذالك إلى إطلاق مجموعة من السيتوكينات المنشطة للالتهاب . تؤدي السيتوكينات إلى استجابة التهابية موضعية تجذب أعدادًا كبيرة من خلايا الدم البيضاء إلى المنطقة وتزيد من تدفق الدم . الناتج النهائي للعملية الالتهابية هو تشكل كبسولة من الفيبرين تفصل المنطقة المصابة عن المنطقة المجاورة السليمة في محاولة لمنع انتشار الاصابة الى النسيج المجاور .

## التشخيص

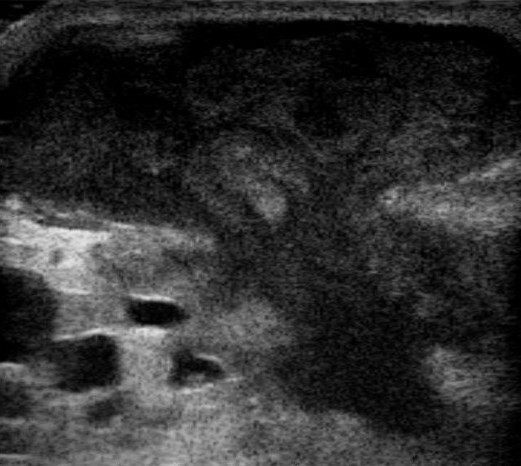
صورة بالموجات فوق الصوتية تظهر وجود خراج في الثدي

الخراج عبارة عن كبسولة موضعية مملؤه بقيح صديدي ناتجة عن التهاب قيحي في منطقة محصوة في النسيج أو العضو ومبطنة بغشاء قيحي وفيبرين يفصلها عن الأنسجة السليمة. يمكن أن يساعد التصوير بالموجات فوق الصوتية في التشخيص.

### تصنيف الخراجات
يمكن تصنيف الخراجات الى خراجات خارجية (جلدية) أو خراجات داخلية . الخراجات الجلدية تعبر من الخراجات الشائعة ذالك أن فرصة إصابة الأنسجة تحت الجلد بعدوى بكتيرية أكبر منها في الأعضاء الداخلية. تشخيص الخراجات الداخلية أصعب وأكثر خطورة.

## علاجها
يكون علاج الخراج سواء أكان سطحيا أو داخليا عن طريق المضادات الحيوية بالإضافة الى إجراء عملية جراحية لتصريف الصديد المتجمع داخل الخراج وهذه تختلف حسب مكان الخراج والعضو الناشئ فيه ويجب ألا يترك الخراج حتي ينفجر الجلد المغطي له من تلقاء نفسه، لأنه دائما ما ينتج عن هذا حدوث جيب أو ناسور متقيح يستغرق وقتا طويلا للشفاء وربما لا يشفي إلا بإجراء عمليةخراجات صديدية أخرى وهذا الأح جدا]وهام في حالات الخراجات المحيطة بالشرج. وفي حالة خرجات الثدي الحادة التي تصيب السيدات في دور الرضاعة يجب وقف الرضاعة وعمل فتحات في وقت مبكر في الثدي منعا لانتشار الصديد لدرجة كبيرة في داخله ويمكن أن يتجمع صديد ناتج عن التهابات ميكروب التدرن حول العظام والمفاصل وخصوصا عظام العمود الفقري أو مفاصل الفخذ ويسمي خراجا باردا، وهذا يتطلب علاجا خاصا بوساطة أخصائي في جراحة العظام.

## التنبؤ
نادراً ما تؤدي خراجات الجلد إلى الموت ، حتى بدون علاج ، لأنها يمكنها اختراف الجلد وافراغ محتوياتها. هناك أنواع أخرى من الخراج تكون أكثر خطورة خصوصًا خراجات الدماغ التي قد تكون مميتة إذا لم يتم علاجها. عند العلاج ، ينخفض معدل الوفيات إلى 5-10٪ ، ولكنه يكون أعلى في حال تمزق الخراج.

## علم الأوبئة
خراجات الجلد شائعة وقد أصبحت أكثر شيوعًا في السنوات الأخيرة. تشمل عوامل الخطر تعاطي المخدرات عن طريق الوريد ، بنسبة تصل إلى 65٪ بين المتعاطين. في عام 2005 ، دخل 3.2 مليون شخص في الولايات المتحدة إلى قسم الطوارئ بسبب الخراج. في أستراليا ، تم نقل حوالي 13000 شخص إلى المستشفى في عام 2008 بسبب هذا المرض.